# Geestdorp
Geestdorp is een buurtschap behorende tot de Nederlandse gemeente Woerden, in de provincie Utrecht. Het ligt tussen Woerden en Breeveld.
Het ligt in de polder Groot-Houtdijk langs de Oude Rijn. Het stuk tussen de spoorbaan bij Harmelen en de Limesbrug bij Woerden is de N198. Vandaar naar de N405 bij Kruipin heet ook Geestdorp, maar is verkeerstechnisch een andere weg, welke veel smaller is, en een deel van de dag gesloten is voor gemotoriseerd verkeer. Aan dit smalle stuk ligt Begraafplaats Rijnhof.

## Geschiedenis
Geestdorp was een kleistrook langs de Oude Rijn, die vruchtbaarder was dan het omliggende veengebied. Omdat het ook relatief hoog gelegen was, woonden er ook eerder mensen, zeker al in de 17e en 18e eeuw. Langs de Rijn lagen tevens de kastelen Woudenberg en Rijneveld.
In 1621 overstroomde de Rijn in de polder, omdat het water niet van een goede kade was voorzien, en niet bij een bemalingsgebied behoorde. Uit de bewaard gebleven administratie lijkt het dat Geestdorp administratief behoorde tot de polder Groot-Houtdijk.

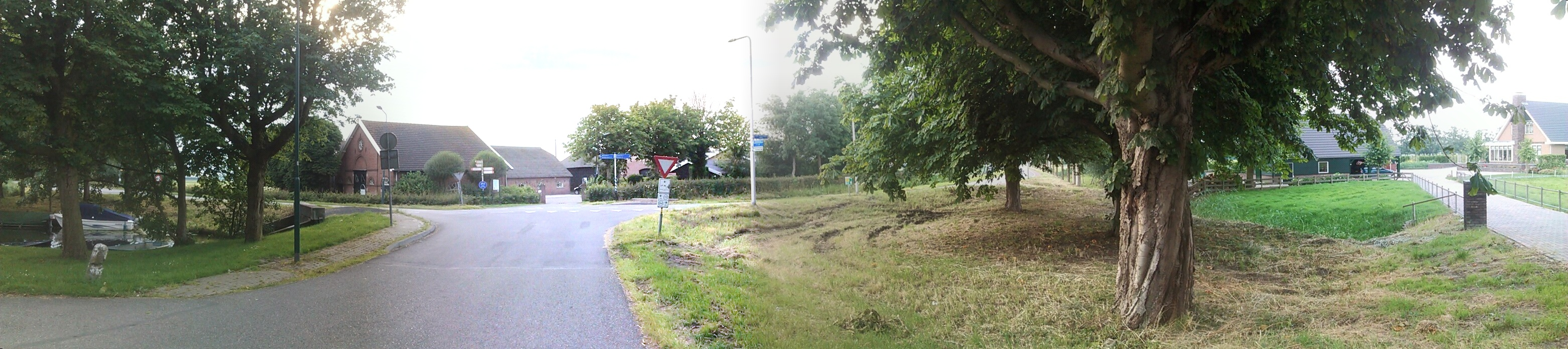
Geestdorp

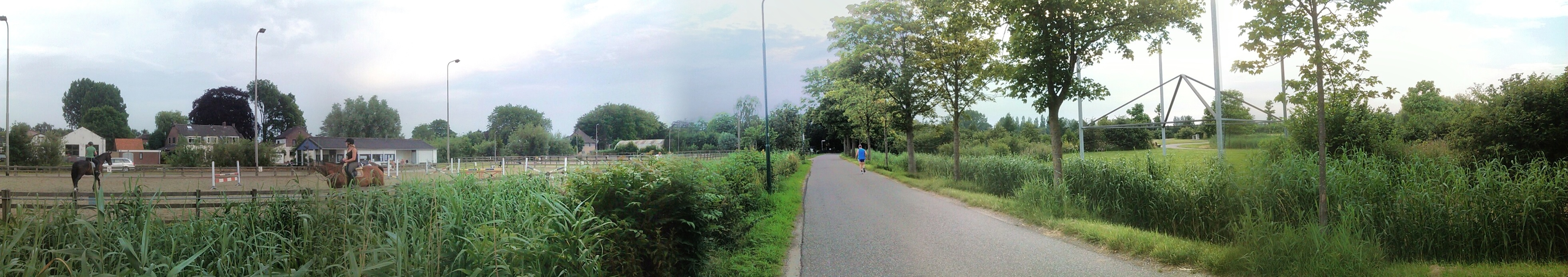
Geestdorp, rechts Begraafplaats Rijnhof

Wijken van Woerden: Bomen- en Bloemenkwartier · Molenvliet · Snel en Polanen · Schilderkwartier · Staatsliedenkwartier · Waterrijk

Dorpen: Harmelen · Kamerik · Kanis · De Meije · Zegveld

Buurtschappen: Barwoutswaarder · Bekenes · Breeveld · Breudijk · Cattenbroek · Geestdorp · Gerverscop · Harmelerwaard · Houtdijken · Kromwijk · Lagebroek · Mijzijde · Oud-Kamerik · Reijerscop · Rietveld · Teckop

Utrecht · Plaatsen in de provincie      Nederland · Provincies · Gemeenten